# لیز گلدوین
لیز گُلدوین (انگلیسی: Liz Goldwyn؛ زادهٔ ۲۵ دسامبر ۱۹۷۶) فیلم‌ساز، تهیه‌کننده، نویسنده و هنرمند اهل ایالات متحده آمریکا است. او فرزند ساموئل گلدوین جونیور، نوهٔ تهیه‌کننده مشهور سینما ساموئل گلدوین و همسر بازیگرش فرانسیس هاوارد و همچنین خواهر ناتنی تونی گلدوین است.
از فیلم‌هایی که وی در آن‌ها نقش داشته‌است، می‌توان به چیزهای زیبا اشاره نمود.